# 10585 Wabi-Sabi
10585 Wabi-Sabi (1996 GD21) là một tiểu hành tinh vành đai chính được phát hiện ngày 13 tháng 4 năm 1996 bởi Spacewatch ở Kitt Peak.